# Дэвидсон, Лукреция Мария
Лукреция Мария Дэвидсон (англ. Lucretia Maria Davidson; 27 сентября 1808, Платсберг, Нью-Йорк — 27 августа 1825, Платсберг, Нью-Йорк) — северо-американская писательница и поэтесса начала XIX века. Она умерла в возрасте 16-ти лет, но за короткий промежуток сознательной жизни отпущенный ей, Дэвидсон успела оставить свой след в американской литературе: сохранились 278 стихотворений разной длины, среди которых пять произведений включают в себя по несколько песен каждое.

## Биография
Лукреция Мария Дэвидсон родилась 27 сентября 1808 года в городе Платсберг в округе Клинтон в американском штате штате Нью-Йорк, на западном берегу пограничного с Канадой протяжённого озера Шамплейн. Её отец, Оливер Дэвидсон, был врачом, а мать, Маргарет Миллер, писательницей.
В возрасте четырёх лет её отправили в Платтсбургскую академию, где она научилась читать и писала латинские буквы на песке. Вскоре после этого её мать заметила, что бумага для письма слишком быстро заканчивается, и, наконец, обнаружила стопку маленьких чистых книжечек с искусно нарисованными картинками, с описаниями в стихах, напечатанными латинскими буквами, любопытным образом перевёрнутыми и скрученными. Ребенок был так огорчен открытием того, что она делала, что сожгла все свои работы.
Лукреция Мария научилась писать на седьмом году жизни и очень любила читать. Дэвидсон была не по годам развитым ребенком, и в возрасте девяти лет ей был написан самый ранний сохранившийся образец её творчества — стихотворение  «Эпитафия малиновке».  В одиннадцать лет она Дэвидсон обратила на себя внимание стихотворением, посвященным памяти Джорджа Вашингтона. До двенадцати лет она прочитала множество книг по истории и драматические произведения Уильяма Шекспира, Оливера Голдсмита и Августа фон Коцебу, а также множество популярных романов, в том числе любовных.
Дэвидсон писала стихи быстро, когда была в настроении, но предпочитала сочинять в одиночестве, часто сжигая незаконченное произведение, которое видели другие. Она любила детские развлечения, но часто останавливалась посреди них, чтобы что-то написать, когда у неё возникала новая идея для творчества.
Когда Л. М. Дэвидсон было около четырнадцати лет, ей разрешили посетить бал в Платтсбурге, но в разгар подготовки её нашли сидящей в углу и пишущей стихи на тему «Что мир называет удовольствием». Подруги матери посоветовали ей не подпускать к дочери перо и чернила, и, узнав об этом, девушка добровольно оставила свое любимое занятие на несколько месяцев, пока мать, видя, что она впадает в меланхолию, сама не посоветовала ей возобновить его.
В октябре 1824 года джентльмен, посетивший Платтсбург, увидел некоторые из стихов Дэвидсон и предложил дать ей лучшее образование, чем могли себе позволить ее родители; её отправили в школу миссис Уиллард в Трое, штат Нью-Йорк, но учеба подорвала её здоровье, и она вернулась домой. После выздоровления её отправили в школу мисс Гилберт в Олбани, но она оставалась там всего около трёх месяцев, прежде чем ее состояние снова ухудшилось и её забрали домой.
Лукреция Мария Дэвидсон умерла в Платтсбурге 27 августа 1825 года в возрасте 16 лет и 11 месяцев от туберкулеза, тогда известного как чахотка, хотя предполагалось, что её состояние могло быть связано с нервной анорексией.
Несмотря на свою кратковременную жизнь, Дэвидсон успела проявить недюжинный поэтический талант. Стихотворения Дэвидсон изданы Морзе: «Аmir Khan and other poems, the remains of Lucretia Maria Davidson» (Нью-Йорк, 1822).